# Фонти-Аркада (Пенафиел)
Фонте-Аркада (порт. Fonte Arcada) — район (фрегезия) в Португалии, входит в округ Порту. Является составной частью муниципалитета Пенафиел. По старому административному делению входил в провинцию Дору-Литорал. Входит в экономико-статистический субрегион Тамега, который входит в Северный регион. Население составляет 1591 человек на 2001 год. Занимает площадь 5,35 км².